# Copa do Brasil de Futebol Feminino 2011
Der Wettbewerb um die Copa do Brasil de Futebol Feminino 2011 war die fünfte Austragung des nationalen Verbandspokals im Frauenfußball der Confederação Brasileira de Futebol (CBF) in Brasilien. Pokalsieger wurde der Foz Cataratas FC aus Foz do Iguaçu im Bundesstaat Paraná.
Der Pokalsieg war mit der Qualifikation zur Copa Libertadores Femenina 2012 verbunden.

## Modus
Der Wettbewerb wurde in einem Rundenturnier ausgetragen, den die teilnehmenden zweiunddreißig Vereine im K.-o.-System bestreiten  mussten. Jede Runde wurde ein Hin- und Rückspiel gespielt, in denen die Auswärtstorregelung galt. Hatte aber eine Gastmannschaft das Hinspiel mit einer Differenz von mindestens drei Toren gewonnen, ist das Rückspiel zu ihren Gunsten entfallen. Dies galt nur für die ersten zwei Runden.

## Teilnehmende Vereine
| Bundesstaat         | Verein                                              | Qualifikation              |
| ------------------- | --------------------------------------------------- | -------------------------- |
| Acre                | SC Amazônia                                         | Staatsmeister 2010         |
| Alagoas             | União FC                                            | Staatsmeister 2010         |
| Amapa               | Oratório RC                                         | Staatsmeister 2010         |
| Amazonas            | EC Iranduba                                         | Staatsmeister 2010         |
| Bahia               | São Francisco EC                                    | Staatsmeister 2010         |
| Ceará               | Caucaia EC                                          | Staatsmeister 2010         |
| Distrito Federal    | CRESSPOM                                            | Staatsmeister 2010         |
| Espírito Santo      | Colatina SE                                         | Staatsmeister-Dritter 2010 |
| Goiás               | Atletas de Jesus                                    | Staatsmeister 2010         |
| Maranhão            | EC Viana                                            | Staatsmeister 2010         |
| Mato Grosso         | Mixto EC                                            | Staatsmeister 2010         |
| Mato Grosso do Sul  | EC Comercial                                        | Staatsmeister 2010         |
| Minas Gerais        | Atlético Mineiro                                    | Staatsmeister 2010         |
| Minas Gerais        | AER Iguaçu                                          | Staatsmeister-Vize 2010    |
| Pará                | Tuna Luso                                           | Staatsmeister 2010         |
| Paraíba             | Botafogo FC (PB)                                    | Staatsmeister 2010         |
| Paraná              | Foz Cataratas FC                                    | Staatsmeister 2010         |
| Pernambuco          | Acadêmica Vitória                                   | Staatsmeister 2010         |
| Piauí               | SE Tiradentes                                       | Staatsmeister 2010         |
| Rio de Janeiro      | CR Vasco da Gama                                    | Staatsmeister 2010         |
| Rio de Janeiro      | Duque de Caxias FC (in Kooperation mit CEPE-Caxias) | Staatsmeister-Vize 2010    |
| Rio Grande do Norte | CE Força e Luz                                      | Staatsmeister 2010         |
| Rio Grande do Sul   | Canoas SC                                           | Staatsmeister 2010         |
| Rio Grande do Sul   | CEF Flamengo                                        | Staatsmeister-Vize 2010    |
| Rondônia            | Santos Porto Velho FC                               | Staatsmeister 2010         |
| Roraima             | São Raimundo EC                                     | Staatsmeister 2010         |
| Santa Catarina      | AE Kindermann                                       | Staatsmeister 2010         |
| São Paulo           | Santos FC                                           | Staatsmeister 2010         |
| São Paulo           | São José EC                                         | Staatsmeister-Vize 2010    |
| São Paulo           | Rio Preto EC                                        | Staatsmeister-Dritter 2010 |
| Sergipe             | CD Canindé do São Francisco                         | Staatsmeister 2010         |
| Tocantins           | AA Atenas                                           | Staatsmeister 2010         |

## Erste Runde
Spielaustragungen zwischen dem 18. und 25. August 2011.
|                             | Gesamt |                   | Hinspiel | Rückspiel |
| --------------------------- | ------ | ----------------- | -------- | --------- |
| São Raimundo EC             | 1:5    | EC Iranduba       | 1:5      | ---       |
| AA Atenas                   | 0:3    | Tuna Luso         | 0:0      | 0:3       |
| Santos Porto Velho FC       | 1:3    | SC Amazônia       | 1:0      | 0:3       |
| Oratório RC                 | 1:6    | EC Viana          | 0:2      | 1:4       |
| CE Força e Luz              | 0:6    | Caucaia EC        | 0:6      | ---       |
| SE Tiradentes               | 1:5    | Acadêmica Vitória | 1:2      | 0:3       |
| Botafogo FC (PB)            | 6:2    | União FC          | 3:1      | 3:1       |
| CD Canindé do São Francisco | 2:7    | São Francisco EC  | 2:7      | ---       |
| Mixto EC                    | 2:3    | Atletas de Jesus  | 1:1      | 1:2       |
| CRESSPOM                    | 1:6    | Santos FC         | 1:6      | ---       |
| AE Kindermann               | 7:0    | Canoas SC         | 6:0      | 1:0       |
| Foz Cataratas FC            | 14:10  | CEF Flamengo      | 9:0      | 5:1       |
| EC Comercial                | 1:4    | Atlético Mineiro  | 1:4      | ---       |
| AER Iguaçu                  | 0:3    | São José EC       | 0:1      | 0:2       |
| CEPE-Duque de Caxias FC     | 1:5    | Rio Preto EC      | 1:5      | ---       |
| Colatina SE                 | 1:6    | CR Vasco da Gama  | 1:6      | ---       |

## Zweite Runde
Spielaustragungen zwischen dem 1. und 8. September 2011.
|                  | Gesamt |                   | Hinspiel | Rückspiel |
| ---------------- | ------ | ----------------- | -------- | --------- |
| EC Iranduba      | 3:5    | Tuna Luso         | 1:0      | 2:4       |
| SC Amazônia      | 2:5    | EC Viana          | 2:5      | ---       |
| Caucaia EC       | 0:3    | Acadêmica Vitória | 0:3      | ---       |
| Botafogo FC (PB) | 0:2    | São Francisco EC  | 0:1      | 0:1       |
| Atletas de Jesus | 0:6    | Santos FC         | 0:6      | ---       |
| AE Kindermann    | 1:2    | Foz Cataratas FC  | 1:0      | 0:2       |
| Atlético Mineiro | 1:2    | São José EC       | 0:2      | 1:0       |
| CR Vasco da Gama | 0:2    | Rio Preto EC      | 0:0      | 0:2       |

## Viertelfinale
Spielaustragungen zwischen dem 15. und 22. September 2011.
|                  | Gesamt |                   | Hinspiel | Rückspiel |
| ---------------- | ------ | ----------------- | -------- | --------- |
| EC Viana         | 2:1    | Tuno Luso         | 1:1      | 1:0       |
| São Francisco EC | 02:10  | Acadêmica Vitória | 2:6      | 0:4       |
| Foz Cataratas FC | 2:1    | Santos FC         | 2:1      | 0:0       |
| Rio Preto EC     | 5:5    | São José EC       | 3:1      | 2:4       |

## Halbfinale
Spielaustragungen zwischen dem 3. und 10. Oktober 2011.
|                   | Gesamt          |                  | Hinspiel | Rückspiel |
| ----------------- | --------------- | ---------------- | -------- | --------- |
| EC Viana          | 0:0 (6:7 i. E.) | Foz Cataratas FC | 0:0      | 0:0       |
| Acadêmica Vitória | 4:2             | Rio Preto EC     | 2:0      | 2:2       |

## Finale

### Hinspiel
| Acadêmica Vitória                                                                         | Acadêmica Vitória | Foz Cataratas FC | Foz Cataratas FC |
| ----------------------------------------------------------------------------------------- | --- | --- | ---------------- |
| Acadêmica Vitória                                                                         | \| 19. November 2011 in Vitória de Santo Antão (Estádio Municipal Severino Cândido Carneiro) \| \| Ergebnis: 0:2 (0:1) \| \| Schiedsrichter: Renan Roberto de Souza \| | \| 19. November 2011 in Vitória de Santo Antão (Estádio Municipal Severino Cândido Carneiro) \| \| Ergebnis: 0:2 (0:1) \| \| Schiedsrichter: Renan Roberto de Souza \| | Foz Cataratas FC |
| Acadêmica Vitória                                                                         | Cheftrainer: Kleiton Lima | Cheftrainer: Gezi Gonçalves | Foz Cataratas FC |
| Acadêmica Vitória                                                                         | 0:1 Daiane Moretti (37.) 0:2 Daiane Moretti (90.) | | Foz Cataratas FC |
| 19. November 2011 in Vitória de Santo Antão (Estádio Municipal Severino Cândido Carneiro) | | |                  |
| Ergebnis: 0:2 (0:1)                                                                       | | |                  |
| Schiedsrichter: Renan Roberto de Souza                                                    | | |                  |

### Rückspiel
| Foz Cataratas FC                                    | Foz Cataratas FC | Acadêmica Vitória | Acadêmica Vitória |
| --------------------------------------------------- | --- | --- | ----------------- |
| Foz Cataratas FC                                    | \| 26. November 2011 in Foz do Iguaçu (Estádio do ABC) \| \| Ergebnis: 3:0 (0:0) \| \| Schiedsrichter: Simone Xavier de Paula e Silva \| | \| 26. November 2011 in Foz do Iguaçu (Estádio do ABC) \| \| Ergebnis: 3:0 (0:0) \| \| Schiedsrichter: Simone Xavier de Paula e Silva \| | Acadêmica Vitória |
| Foz Cataratas FC                                    | Cheftrainer: Gezi Gonçalves | Cheftrainer: Kleiton Lima | Acadêmica Vitória |
| Foz Cataratas FC                                    | 1:0 Nenê (48.) 2:0 Daiane Moretti (80.) 3:0 Andressa Alves (90.+3')                                                                      | | Acadêmica Vitória |
| 26. November 2011 in Foz do Iguaçu (Estádio do ABC) | | |                   |
| Ergebnis: 3:0 (0:0)                                 | | |                   |
| Schiedsrichter: Simone Xavier de Paula e Silva      | | |                   |

## Beste Torschützin
| Rang | Spieler             | Klub              | Tore |
| ---- | ------------------- | ----------------- | ---- |
| 1.   | Thaís Duarte Guedes | Acadêmica Vitória | 10   |

## Gesamtklassement
Die Tabelle diente lediglich zur Feststellung der Platzierung der einzelnen Mannschaften im Wettbewerb. Vorrangiges Kriterium in der Sortierung hat das Erreichen der jeweiligen Runde. Darauf folgen:
1. Anzahl Punkte
2. Anzahl Siege
3. Tordifferenz
4. Anzahl erzielter Tore
5. Direkter Vergleich

| Pl. | Verein                      | Sp. | S | U | N | Tore    | Diff. | Punkte |
| --- | --------------------------- | --- | - | - | - | ------- | ----- | ------ |
| 1.  | Foz Cataratas FC            | 10  | 6 | 3 | 1 | 023:300 | +20   | 21     |
| 2.  | Acadêmica Vitória           | 9   | 6 | 1 | 2 | 022:100 | +12   | 19     |
| 3.  | EC Viana                    | 7   | 4 | 3 | 0 | 013:400 | +9    | 15     |
| 4.  | Rio Preto EC                | 6   | 2 | 2 | 2 | 014:100 | +4    | 08     |
| 5.  | São José EC                 | 6   | 4 | 0 | 2 | 010:600 | +4    | 12     |
| 6.  | São Francisco EC            | 5   | 3 | 0 | 2 | 011:120 | −1    | 09     |
| 7.  | Tuna Luso                   | 6   | 2 | 2 | 2 | 009:500 | +4    | 08     |
| 8.  | Santos FC                   | 4   | 2 | 1 | 1 | 013:300 | +10   | 07     |
| 9.  | AE Kindermann               | 4   | 3 | 0 | 1 | 008:200 | +6    | 09     |
| 10. | EC Iranduba                 | 3   | 2 | 0 | 1 | 008:600 | +2    | 06     |
| 11. | Botafogo FC (PB)            | 4   | 2 | 0 | 2 | 006:400 | +2    | 06     |
| 12. | Atlético Mineiro            | 3   | 2 | 0 | 1 | 005:300 | +2    | 06     |
| 13. | CR Vasco da Gama            | 3   | 1 | 1 | 1 | 006:300 | +3    | 04     |
| 14. | Atletas de Jesus            | 3   | 1 | 1 | 1 | 003:800 | −5    | 04     |
| 15. | Caucaia EC                  | 2   | 1 | 0 | 1 | 006:300 | +3    | 03     |
| 16. | SC Amazônia                 | 3   | 1 | 0 | 2 | 005:600 | −1    | 03     |
| 17. | Santos Porto Velho FC       | 2   | 1 | 0 | 1 | 001:300 | −2    | 03     |
| 18. | Mixto EC                    | 2   | 0 | 1 | 1 | 002:300 | −1    | 01     |
| 19. | EC Comercial                | 1   | 0 | 0 | 1 | 001:400 | −3    | 0      |
| 20. | AA Atenas                   | 2   | 0 | 1 | 1 | 000:300 | −3    | 01     |
| 20. | AER Iguaçu                  | 2   | 0 | 0 | 2 | 000:300 | −3    | 0      |
| 22. | União FC                    | 2   | 0 | 0 | 2 | 002:600 | −4    | 0      |
| 23. | São Raimundo EC             | 1   | 0 | 0 | 1 | 001:500 | −4    | 0      |
| 23. | CEPE-Duque de Caxias FC     | 1   | 0 | 0 | 1 | 001:500 | −4    | 0      |
| 23. | SE Tiradentes               | 2   | 0 | 0 | 2 | 001:500 | −4    | 0      |
| 26. | CD Canindé do São Francisco | 1   | 0 | 0 | 1 | 002:700 | −5    | 0      |
| 27. | CRESSPOM                    | 1   | 0 | 0 | 1 | 001:600 | −5    | 0      |
| 27. | Colatina SE                 | 1   | 0 | 0 | 1 | 001:600 | −5    | 0      |
| 27. | Oratório RC                 | 2   | 0 | 0 | 2 | 001:600 | −5    | 0      |
| 30. | CE Força e Luz              | 1   | 0 | 0 | 1 | 000:600 | −6    | 0      |
| 31. | Canoas SC                   | 2   | 0 | 0 | 2 | 000:700 | −7    | 0      |
| 32. | CEF Flamengo                | 2   | 0 | 0 | 2 | 001:140 | −13   | 0      |

## Weblink
- www.rsssfbrasil.com – Saisonstatistik Copa do Brasil Feminino 2011. (englisch)